# Districte d'Aveiro
El Districte d'Aveiro és un districte portuguès, que pertany a la província tradicional de Beira Litoral, llevat els concelhos més al nord que pertanyen al Douro Litoral. Limita al nord pel districte de Porto, a l'est amb el districte de Viseu, al sud amb el districte de Coïmbra i a l'oest amb l'oceà Atlàntic. Àrea: 2808 km² (14è districte portuguès). Població resident (2001): 713 578. Seu del districte: Aveiro.
A l'actual divisió principal del país, el districte està dividit entre la Regió del Nord i la Regió del Centre. Pertanyen a la Regió del Nord els municipis de la subregió d'Entre Douro e Vouga, Castelo de Paiva, part de la subregió del Tâmega i Espinho, pertanyent al Gran Porto. A la Regió del Centre pertanyen els restants, inclosos a la subregión del Baix Vouga.
En resum:
- Regió del Nord
  - Entre Douro e Vouga
    - Arouca
    - Oliveira de Azeméis
    - Santa Maria da Feira
    - São João da Madeira
    - Vale de Cambra

  - Gran Porto
    - Espinho

  - Tâmega
    - Castelo de Paiva
- Regió del Centre
  - Baixo Vouga
    - Águeda
    - Albergaria-a-Velha
    - Anadia
    - Aveiro
    - Estarreja
    - Ílhavo
    - Mealhada
    - Murtosa
    - Oliveira do Bairro
    - Ovar
    - Sever do Vouga

## Capital de districte
Ciutat d'Aveiro (pop.c. 73,759)

## Ciutats principals
Aveiro, Espinho, São João da Madeira, Águeda, Santa Maria da Feira, Ovar, Ílhavo i Oliveira de Azeméis.

## Altres Ciutats
Albergaria, Estarreja, Esmoriz, Gafanha da Nazaré, Lourosa, Fiães,
Anadia, Mealhada, Oliveira do Bairro i Vale de Cambra.

## Pobles
Arouca, Castelo de Paiva, Albergaria-a-Velha, Sever do Vouga, Murtosa i Vagos.
Cortegaça, Paços de Brandão, Cucujães, Avanca, Oiã, Fermentelos, Sangalhos, Luso i Pampilhosa.

## Platges
Espinho, Esmoriz, Furadouro, Torreira, São Jacinto, Barra (Ilhavo), Costa Nova do Prado i Vagueira.

## Altres
Buçaco,(Luso), Mealhada i Cúria, (Tamengos, Anadia).
Ria de Aveiro, Valle do riu Vouga, Rota da Luz.
Riu Cértoma, Pateira de Fermentelos (llac),
Muntanyes: Serra do Caramulo, Serra do Buçaco.

## Geografia física
El districte d'Aveiro es localitza, en la seva major part, a menys de 100 m d'altitud, ocupant una planura costanera que arriba a tenir prop de 40 km de llarg, a la part sud del districte. El paisatge d'aquesta planura és dominat per la ria d'Aveiro i pels rius de la conca hidrogràfica del riu Vouga (Cértima, Alfusqueiro, Águeda, Antuo i el mateix Vouga en la planura litoral, i Agado, Caima i Mau ja en els contraforts de la serralada). Per a orient i per al nord, el relleu es torna més accidentat, elevant-se també al districte d'Aveiro fins a les altures de les serra de Caramulo i la serra de Llaurada, estenent-se així mateix fins a la serra de Montemuro, al nord-est. A la seva frontera nord, el districte contacta breument amb el riu Douro i amb alguns dels seus afluents (Cremi i Paiva). El litoral, anomenat Costa Nova, és sorrenc, un paisatge típic de zona pantanosa, amb un cordó dunar de gruix variable que separa les aigües tranquil·les de la ria d'Aveiro del mar.